# Мійо Удовчич
Мійо Удовчич (хорв. Мијо Удовчић; нар. 11 вересня 1920, Стара Йошава - 8 квітня 1984, Загреб) – хорватський шахіст, гросмейстер від 1962 року.

## Шахова кар'єра
За час своєї кар'єри чотирнадцять разів брав участь у фіналі чемпіонату Югославії, найбільшого успіху досягнувши 1963 року в Зениці, де разом з Бориславом Івковим поділив 1-2-ге місце. За два роки до того, в 1961 році, посів у фінальному турнірі 2-3-тє місце (позаду Петара Трифуновича, разом зі Стояном Пуцом), а 1952 року – 3-5-те місце (позаду Петара Трифуновича і Андрії Фудерера, разом зі Светозаром Глігоричем і Бориславом Миличем). 1964 року віборов срібну медаль під час шахової олімпіади в Тель-Авіві (на 5-й шахівниці набрав 5 очок у 7 партіях), крім того, двічі (1961, 1965) виступив у складі національної збірної на командних чемпіонатах Європи, в обох випадках також здобувши срібні медалі.
Для його успіхів на міжнародній арені, належать, зокрема:
- посів 3-тє місце в Любляні (1955, позаду Ніколи Караклаїча і Борислава Милича),
- поділив 2-ге місце в Дортмунді (1961, позаду Марка Тайманова, разом з Василем Смисловим),
- поділив 2-ге місце в Східному Берліні (1962, позаду Євгена Васюкова, разом з Леонідом Штейном),
- поділив 4-те місце в Амстердамі (1963, турнір IBM, позаду Лайоша Портіша, Моше Черняка і Йогана Гейна Доннера, разом з Бориславом Миличем і Бруно Пармою),
- поділив 2-ге місце в Загребі (1969, позаду Мато Дамяновича, разом з Властімілои Гортом).

1970 року завершив виступ у шахових турнірах. Згідно з ретроспективною рейтинговою системою Chessmetrics максимальну силу гри показував у січні 1953 року, досягнувши 2618 пунктів займав тоді 39-те місце у світі.